# Ян Веньцзюнь
Ян Веньцзюнь  (кит.: 杨文军, 25 грудня 1983) — китайський веслувальник, олімпійський чемпіон.

## Виступи на Олімпіадах
| Олімпіада  | Дисципліна                | Місце |
| ---------- | ------------------------- | ----- |
| Афіни 2004 | каное-двійка, 500 метрів  | 1     |
| Афіни 2004 | каное-двійка, 1000 метрів | 9     |
| Пекін 2008 | каное-двійка, 500 метрів  | 1     |